# Odrzucanie przeszczepu
Odrzucanie przeszczepu – obronna reakcja organizmu na obce białko znajdujące się w przeszczepianym narządzie lub przeszczepianej tkance.

## Rodzaje
- nadostre – pośrednia odpowiedź organizmu biorcy z powodu istnienia antygenów dawcy (na przykład inna grupa krwi). Ujawnia się w kilka minut i taki przeszczep musi zostać natychmiast usunięty, aby zapobiec silnej odpowiedzi immunologicznej organizmu biorcy.
- ostre – pośrednia odpowiedź organizmu biorcy po 5–10 dniach od zabiegu, która może zakończyć się zniszczeniem przeszczepu
- przewlekłe

## Mechanizm
- I faza – rozpoznanie antygenu w organizmie.
- II faza – namnożenie różnych populacji limfocytów T i B oraz powolne niszczenie przeszczepu
- III faza – odczyn immunologiczny doprowadzający do całkowitego zniszczenia przeszczepu

## Zapobieganie
Można zapobiegać odrzucaniu przeszczepu poprzez podawanie leków immunosupresyjnych.
Powodzenie przeszczepu zależy od:
- odpowiedniego doboru dawcy z punktu widzenia antygenów zgodności tkankowej
- odpowiedniego doboru klinicznego biorcy i dawcy, to znaczy z uwzględnieniem choroby podstawowej, wieku, predyspozycji psychicznych
- odpowiedniego zabezpieczenia pobranego narządu
- odpowiedniej techniki chirurgicznej.